# Wang Hong (Bogenschützin)
Wang Hong (chinesisch 王红; * 22. Mai 1965) ist eine chinesische Bogenschützin.

## Karriere
Wang Hong nahm an den Olympischen Sommerspielen 1992 in Barcelona teil. Während sie im Einzel bereits in der ersten Runde gegen Judit Kovács ausschied, konnte sie im Mannschaftswettkampf mit Ma Xiangjun und Wang Xiaozhu die Silbermedaille gewinnen. Sie nahm an insgesamt drei Weltmeisterschaften (1989, 1991 und 1997) teil, konnte jedoch weder im Einzel noch mit der Mannschaft eine Medaille gewinnen. Ihr bestes Resultat war ein sechster Platz im Einzel und mit der Mannschaft 1989 in Lausanne.